# Concepción de Ataco
Concepción de Ataco es un distrito del municipio de Ahuachapán Centro de departamento Ahuachapán en El Salvador. Tiene una población de 12 968 habitantes según el censo salvadoreño de 2024.

## Toponimia
En náhuat, Ataco significa: “Lugar de elevados manantiales”.

## Geografía física
Tiene un área de 61.03 km²

## Clima
Ataco experimenta un Clima oceánico. La gran elevación de Ataco le da al área uno de los rangos climáticos más agradables de El Salvador. Las temperaturas nunca superan los 23 °C (73 °F) y siempre se mantienen frescas durante la noche. A veces puede hacer mucho frío. La temperatura más baja registrada fue de 4 °C (40 °F) que ocurrió durante un frente frío en noviembre de 2010. El hecho de que la ciudad reciba mucha precipitación, y que la temperatura sea relativamente fresca pero no fría, hace que el lugar sea ideal para plantas de muchos tipos para crecer; es habitual ver un bajo de flores, pinos y veraneras en Concepción de Ataco y alrededores. Debido a que la ciudad está ubicada en una montaña, las aceras están diseñadas para estar muy altas desde la calle, porque cuando llueve mucho, toda la escorrentía de la montaña podría inundar la carretera con un par de pulgadas. El mes con mayor precipitación es julio con 316 milímetros de lluvia (13 pulgadas). Los meses más fríos promedio del año son octubre y noviembre con temperaturas tan bajas como 10 °C (50 °F) (debido a una alta presencia de viento durante este período del año).[cita requerida]

## Historia
La población de Ataco tiene origen precolombino y fue creada por pueblos nahuas en el centro de la sierra de Apaneca.
En el 5 de julio de 1586, fray Alonso Ponce, durante su visita a los conventos franciscanos entre México y Nicaragua en calidad de comisario general de la Orden de San Francisco, pasó por Ataco después de salir de Apaneca. Según el fraile, el pueblo era una visita de clérigos. De aquí pasó a Ahuachapán.
Por argumentos del arzobispo don Pedro Cortés y Larraz, Ataco pertenecía en 1770 a la parroquia de Ahuachapán y su población estaba representada por 303 familias con 784 personas indígenas que hablaban el idioma náhuat, a su vez estas personas hablaban y comprendía también el castellano.
En el periodo colonial Ataco perteneció a la administración de la provincia de Izalco o alcaldía mayor de Sonsonate.

### Pos-independencia
A partir del 12 de junio de 1824 perteneció al municipio del primitivo y gran departamento de Sonsonate.
Debido a la ley del 4 de julio de 1832 esta población fue parte de la jurisdicción del distrito judicial de Ahuachapán.
En el informe de mejoras materiales del departamento de Sonsonate hecho por el gobernador Teodoro Moreno en el 21 de junio de 1854, notó: "Se reúnen materiales para la construcción de su Iglesia."
En el informe del 12 de octubre, el gobernador Tomás Medina, notó: "Se repararon de nuevo los caminos."
Por decreto legislativo de 8 de febrero de 1855 el pueblo fue incorporado en el departamento de Santa Ana.
De acuerdo a un informe municipal de Ataco, expuesto el 20 de abril de 1858, el pueblo contaba con una población de 972 habitantes.
En el informe del gobernador del departamento de Santa Ana, Teodoro Moreno, hecho en el 31 de diciembre de 1858, se informó que se había concluido un cabildo de teja con su corredor.
El alcalde electo para el año de 1863 era el señor don Máximo Obispo.
Durante el año de 1866 los municipios de Ataco solicitaron a los poderes públicos, que esta población se dividiera y se separará del departamento de Santa Ana y se agregara al departamento de Sonsonate por razones de conveniencia de los intereses locales. Esta solicitud no progresó.
En el año de 1867, el sector agrícola del municipio produjo 217 quintales de café (procedentes de 2 fincas de café).
Por Decreto Legislativo de 26 de febrero de 1869 entró a formar parte del distrito y departamento de Ahuachapán.
En el 28 de noviembre de 1883, la Superintendencia de telégrafos nacionales del Salvador anunció la apertura al servicio público de una oficina telegráfica en el pueblo de Ataco.
Para el año 1890 el municipio poseía 2,860 habitantes.
En el 6 de julio de 1919 se fundó la Sociedad de Obreros "Jorge Meléndez", presidida por el señor Tomás A. Hernández, los estatutos de esta sociedad fueron aprobados por el poder ejecutivo, durante la presidencia de Jorge Meléndez, en el 12 de noviembre.
En el 23 de diciembre de 1944, a propuesta del Gobernador de Ahuachapán, el poder ejecutivo acordó conferir el nombramiento de alcalde a don Virgilio Medina en lugar del bachiller Miguel Ángel Rodríguez.

## Demografía

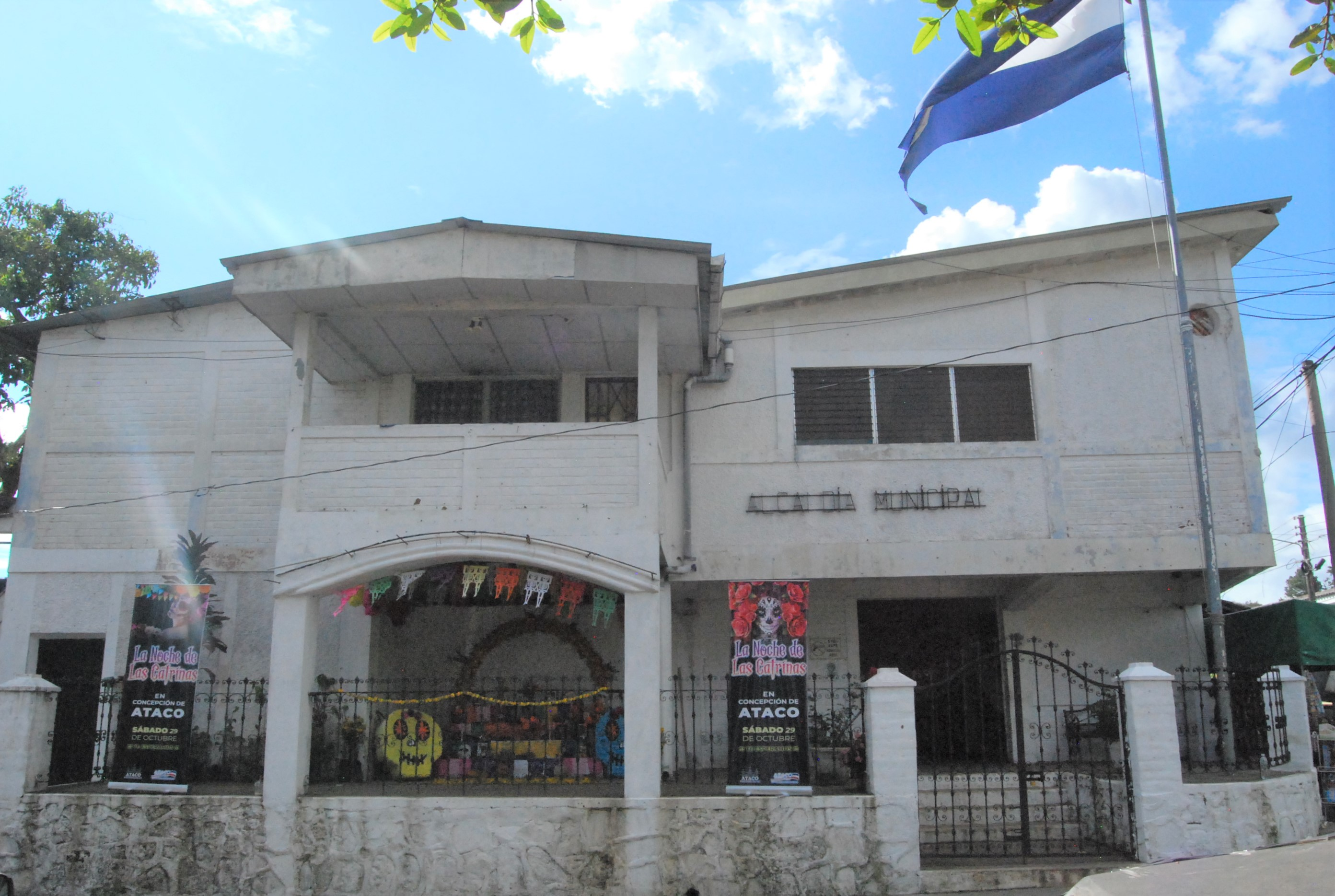
Fachada exterior de la alcaldía de Concepción de Ataco, adornada en el marco del día de los difuntos.

Tiene una población de 12 968, según datos del censo salvadoreño de 2024.
| Censo | Población | Cambio | Porcentaje |
| ----- | --------- | ------ | ---------- |
| 2007  | 12 786    | N/D    | N/D        |
| 2024  | 12 968    | 182    | 1.4%       |

## Organización territorial
El municipio para su administración se divide en 11 cantones, los cuales son: El Arco, El Limo, El Naranjito, El Tronconal, La Ceiba, La Joya de los Apantes, Los Tablones, San José, Shucutitán y Texusín Chirizo. 

## Cultura
Sus fiestas patronales se celebran del 11 al 14 de diciembre en honor a su patrona, la Virgen de la Inmaculada Concepción.

## Factores Emotivos
En Concepción de Ataco se puede encontrar tiendas que venden artesanías con una gran variedad de esculturas, adornos, tejidos, bordados, llaveros y velas de café. La población nativa de Ataco aún conserva muchas de las costumbres y tradiciones antiguas, que va de generación en generación a través de la tradición oral, resguardando hasta ahora la cultura náhuat.
Telares de palanca

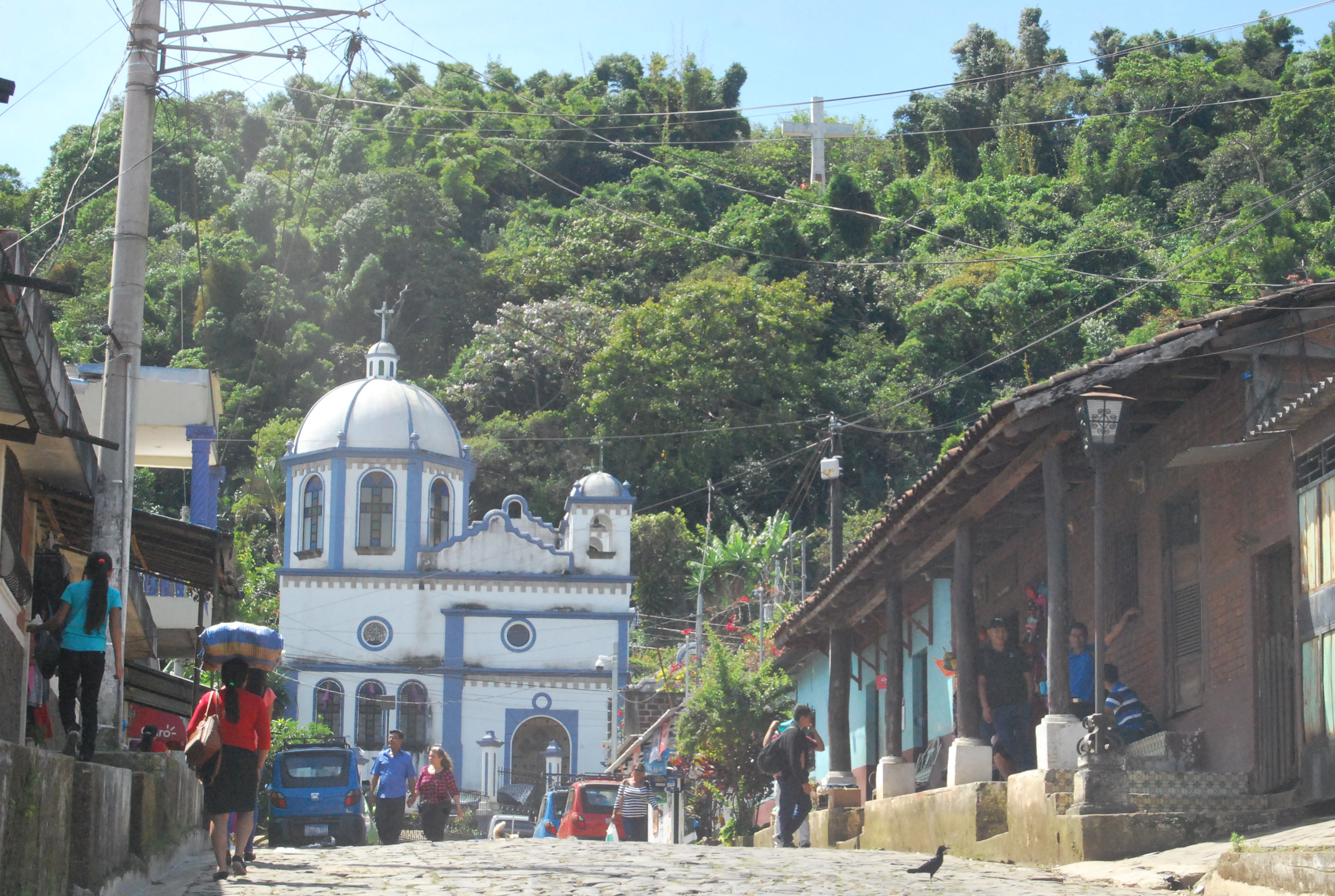
Fachada exterior de la iglesia de El Calvario, donde también se observa la cruz del Mirador de la Cruz del Cielito Lindo.

Fueron reintroducidos en la zona y se pueden apreciar y conocer la técnica de elaboración de telas en algunas tiendas de artesanías. 
Comida y Bebida Gourmet
Se puede visitar las cafeterías para degustar del excelente café de esta zona y disfrutar en los restaurantes donde podrá saborear de la comida típica salvadoreña y gourmet.
Los Telares de Ataco
Posee una de las más famosas tiendas de artesanías y telares de pedal de la zona “Diconte Axul”. Esta es una esquina muy colorida y llamativa que da vida al pueblo de Ataco, por salir de lo común y lo tradicional. Su fachada muestra las líneas, los colores y las figuras de las artesanías que adentro se encuentran. 
Cada una de las piezas, pintadas por sus carismáticos propietarios, Álvaro Aguirre y Cristina Faguioli, podrían ser consideradas únicas en su especie, lo que les brinda un valor mayor.

## Transportes
El acceso a Ataco es a través de la ruta de las flores (CA-8), está ubicado a una distancia de 5 km de Apaneca en dirección a Ahuachapán. Para llegar en autobús se debe abordar la ruta 249 desde la terminal de Sonsonate, este bus lo dejará en la entrada de la ciudad.

Ataco es uno de los pocos lugares de El Salvador en donde se puede ver algunas de sus calles son empedrados (adoquinadas) lo cual es considerado un legado de la colonia.

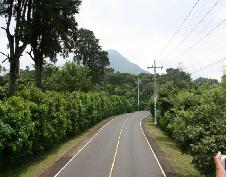

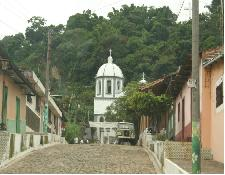

## Patrimonio
Las Piscinas de Atzumpa.
Este es un balneario natural pequeño que contiene piscinas de agua cristalina gracias a un nacimiento natural de agua. El lugar es visitado más que todo por los lugareños y ofrece un paisaje natural de bosque semi-tropical y con un clima muy templado, además de la frescura de sus aguas.
La Cruz del Cielito Lindo.

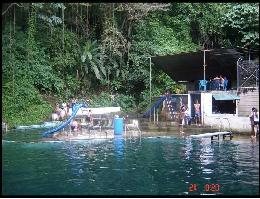

Mirador desde donde se puede observar todo el pueblo de Ataco y alrededores.
Plaza Mirador Pío Pietrelcina.

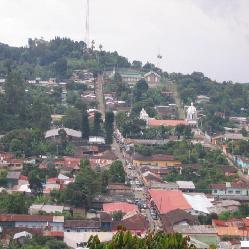

Este brinda una extensa vista de la sierra Apaneca-Ilamatepec y Caseríos, esta fue construida por la familia Caliche Moran en agradecimiento a un milagro recibido.
Mirador Helvetia.
Está ubicada en un lugar deseado y soñado. Tiene una espectacular vista del Puerto de Acajutla y de la casa de Zinc que está construida completamente de lámina y sobresale entre la flora del lugar. Uno ni cree que se ve claramente el famoso muelle con todo el mar de fondo que se une con el cielo.
Mirador, Divina Providencia.
Desde este mirador se aprecia la Laguna El Espino y la Ciudad de Ahuachapán.
Iglesia.
La iglesia y santuario de la Inmaculada Concepción de María, posee una capacidad para 500 personas. Esta iglesia católica fue inaugurada como santuario el 5 de enero de 2003, los agradecimientos se le dan al fray Rafael Fernández, el cual ejerce sus servicios parroquiales en la actualidad en dicha iglesia, a los pobladores de Ataco y a los requisitos que el templo cumplió tales como la antigüedad, devoción, peregrinación, entre otros aspectos que exige la Iglesia Católica.
Parque Central.

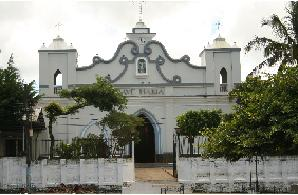

Su Parque Central es donde los lugareños se reúnen a disfrutar del ambiente propio de los pueblos pequeños y a conversar con sus amigos y demás familiares. Al centro del parque se encuentra una enorme fuente con la estatua de la Virgen de la Inmaculada Concepción, reconocida y concurrida por su atractivo de iluminación por las noches.

## Patrimonio cultural inmaterial
Día de los Farolitos.

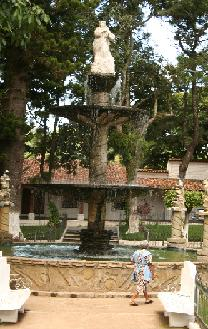

La fiesta celebra la víspera del resultado de la Inmaculada Concepción, es una tradición que ha permanecido viva durante más de 200 años en Concepción de Ataco y se celebra desde entonces llenado de luz todas las calles del pueblo con farolitos de colores.
Esta celebración se realiza anualmente cada 7 de septiembre. En 2014, la Asamblea Legislativa de El Salvador declaró esta celebración como "Patrimonio Cultural Inmaterial de El Salvador".